# Muinane
 I Muinane sono un gruppo etnico della Colombia, con una popolazione stimata di circa 150 persone. Questo gruppo etnico è principalmente di fede animista e parla la lingua Muinane (codice ISO 639: BMR).
Vivono nei pressi del fiume Cahuinarí. Il gruppo è bilingue: oltre al muinane è diffuso anche il Bora.